# Ben Rienstra
Ben Rienstra (Alkmaar, 5 giugno 1990) è un ex calciatore olandese, di ruolo centrocampista.

## Carriera

### Nazionale
Ha giocato nelle nazionali giovanili olandesi Under-19 ed Under-20.

## Palmarès

### Club

#### Competizioni nazionali
- Supercoppa dei Paesi Bassi: 1

PEC Zwolle: 2014